# Hexadecylamin
Hexadecylamin ist eine chemische Verbindung aus der Gruppe der aliphatischen Amine.

## Gewinnung und Darstellung
Hexadecylamin kann durch Reduktion von Hexadecannitril (gewonnen aus Palmitinsäure) mit Natrium gewonnen werden.

## Eigenschaften
Hexadecylamin ist ein brennbarer, schwer entzündbarer, kristalliner, weißer Feststoff, der praktisch unlöslich in Wasser ist.

## Verwendung
Hexadecylamin wird zur Herstellung von Harzen, Reinigungsmitteln und Antiklumpmitteln verwendet.